# Споменик природе Два стабла крупнолисног медунца у Чукљенику
Споменик природе Два стабла крупнолисног медунца у Чукљенику је заштићено природно добро од 2019. године, а чине га два стабла храста крупнолисног медунца (Quercus virgiliana Ten.), који представљају раритет подручја општине Нишка Бања импозантних дендометријских карактеристика и естетске вредности, правилног хабитуса, доброг здравственог стања и виталности.

## Локација
Природно добро Два стабла крупнолисног медунца у Чукљенику се налази у југоисточном делу Србије на територији Града Ниша, у градској општини Нишка Бања, у селу Чукљеник.

## Споменик природе
Министарство заштите животне средине 2017. године је на основу члана 42. став 8. Закона о заштити природе („Службени гласник РС”, бр. 36/09, 88/10, 91/10-исправка и 14/16), обавестило јавност о поступку покретања заштите природног подручја III (треће) категорије – локалног значаја, као Споменик природе Два стабла крупнолисног медунца у Чукљенику.
Заштитом је обухваћено 6,80 ари у оквиру катастарске парцеле која према структури површина КО Чукљеник пo власништву припада јавној својини. Границе заштићеног подручја одређене су површином круга пречника крошњи два стабла врсте Quercus virgiliana импозантних димензија и процењене старости од око 250 до 300 година. На простору СП Два стабла крупнолисног медунца у Чукљенику утврђен је режим заштите III (трећег) степена. Поступак заштите природног подручја покренут је дана 27. јуна 2017. године, када је Завод за заштиту природе Србије доставио студију заштите Градској управи града Ниша, као надлежном органу.
Одлука о проглашењу споменика природе Два стабла крупнолисног медунца у Чукљенику је објављена у Службеном листу Града Ниша број 107/2019. Проглашен је спомеником природе III категорије - заштићено подручје локалног значаја.

## Два стабла крупнолисног медунца у Чукљенику
Поред ботаничке вредности, као и биолошке и предеоне разноврсности, ова монументална стабла имају и културно-историјски значај јер једно од стабала представља запис - свето дрво, први најпримитивнији "храм", односно светилиште са најстаријим обичајним обредима. 
Површина Споменика природе износи 680 м2 и представља збир површина два стабла храста пропорционална површини круга пречника крошњи стабла. Надморска висина на којој се налази природно добро износи 493 м. Границу припадајућег простора стабала на терену чини хоризонтална пројекција крошњи одговарајућег пречника, која представља и границу природног добра.

### Дендрометријске карактеристике
- Прво стабло (тање) - Висина стабла 21,00 м; Висина дебла до прве живе гране 1,90 м; Пречник дебла на 1,30 м - 1,24 м; Обим дебла на 1,30 - 3,89 м; Пречник крошње 21,6 м; Старост стабла - процењује се на 250 година.[1]
- Друго стабло - Висина стабла 21,00 м; Висина дебла до прве живе гране 1,10 м; Пречник дебла на 1,30 м - 1,56 м; Обим дебла на 1,30 м - 4,90 м; Пречник крошње 20,00 м; Старост стабла - процењује се на 300 година.[1]

## Управљач
Споменик природе поверен је на управљање Јавно комуналном предузећу "Медиана", Ниш.